# کاپیتان ۱۵ساله
کاپیتان ۱۵ ساله (به فرانسوی: Un capitaine de quinze ans)کاپیتان پانزده ساله ، رمانی ماجرایی ، نوشته ژول ورن است. اولین بار در مجله Magasin d'éducation et de récréation از ۱ ژانویه تا ۱۵ دسامبر ۱۸۷۸ به صورت سریالی منتشر شد و در همان سال در یک نسخه بزرگ توسط ناشر پیر-ژول اتزل انتشار یافت. داستان اساساً به مسئله برده داری و به ویژه تجارت برده های آفریقایی توسط سایر آفریقایی ها اختصاص دارد. این کتاب ، مانند اکثر آثار او در سبک کلاسیک و ژانر ماجراجویی نوشته شده است. داستان‌های ماجراجویی عنصر خطر را در کانون توجه قرار می‌دهند؛ تغییرات، این ژانر را زنده نگه داشت. از اواسط قرن نوزدهم به بعد، وقتی سواد توده ای مردم رشد کرد، ماجراجویی به ژانر داستانی محبوب تبدیل شد. نمونه‌هایی از نویسندگان آن دوره که در ژانر ماجراجویی فعال بودند عبارتند از والتر اسکات، الکساندر دوما، ژول ورن، خواهران برونته، اچ.رایدر هگرد، ویکتور هوگو، امیلیو سالگاری، لویی هنری بوسنارد. ژول ورن ، برای نزدیک‌ترشدن به خوانندگان جوانش، خواسته است که شخصیت اصلی ماجرا یک پسر جوان باشد.او از ناخدای جوان برجسته‌ترین شخصیت ممکن را ساخته است؛ شخصیتی که تجسم بالاترین ، حد سخاوت و درستی در طبیعت بشر است.

## تاریخچه
رمان "کاپیتان ۱۵ ساله" داستان "دیک ساند" را روایت می‌کند، پسری ۱۵ ساله که در سفر با کشتی "مدیترانه" است. دیک ساند در این سفر با ماجراهای بسیاری مواجه می‌شود، از جمله نبرد با دزدان دریایی، شکار حوت، غرق شدن کشتی و نجات دادن خود و دیگران از دریا.
این رمان به عنوان یکی از شاهکارهای ادبیات فرانسه شناخته شده است و تأثیر زیادی بر رمان‌های ماجرایی داشته است. ژول ورن،    نویسندهٔ این رمان، با استفاده از تجربیات خود در کشتی‌رانی و سفر به سواحل شمال آفریقا، داستان زیبایی را از یک پسر نوجوان در خطر و ماجراجویی به تصویر کشید.
از جمله عناصر مهم این رمان می‌توان به توصیفات زیبا و دقیق از دریا، کشتی و ماجراهای دیک ساند اشاره کرد. همچنین، این رمان در برخی از موارد به مسائل اجتماعی نیز اشاره دارد، مانند نابرابری اجتماعی و سرمایه‌داری.
"کاپیتان ۱۵ ساله" یک رمان جذاب و پر ماجرا است که همچنان پس از چندین دهه، محبوبیت خود را حفظ کرده است و به عنوان یکی از شاهکارهای ادبیات فرانسه شناخته می‌شود.
سفرهای شگفت‌انگیز مجموعه‌ای از رمان‌های ماجراجویانه و علمی ـ تخیلی نوشته شده توسط ژول ورن نویسندهٔ نامدار و شهیر فرانسوی است که در اصل بین سال‌های ۱۸۶۳ تا ۱۹۰۵ نوشته و تکمیل گردید، و کاپیتان ۱۵ ساله عنوان هجدهمین رمان این مجموعه است. چند رمان از این مجموعه بعد از مرگ ژول ورن توسط پسرش میشل ورن بازنویسی شد.
خوانندگان این رمان ، به راحتی خلاصه آن را به یاد می‌آورند. کاپیتان ۱۵ ساله ، با زبانی ساده و واضح نوشته شده است . روحیه خاص کار آفرینی قرن نوزدهم ، قرن اکتشافات و اختراعات را به تصویر میکشد. شاید فقط ، ژول ورن میتوانست این کار را ، انجام دهد.

## خلاصه

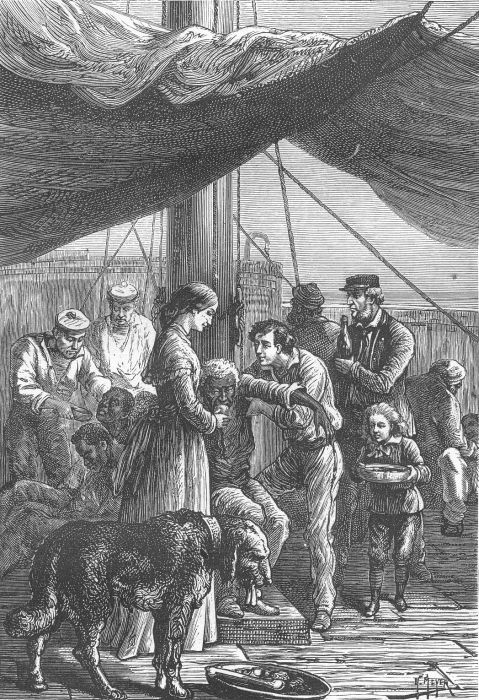
«دیک ساند، یک کاپیتان در پانزده سالگی» اثر هنری مایر

در فوریه‌ی ۱۸۷۳، خانم ولدون ، در بندری واقع در  زلاندنو، به همراه فرزندش سوار بر کشتی بادبانی می‌شود تا به سانفرانسیسکو، نزد همسرش که جهازگیر کشتی است، برود.
به دنبال شرایطی استثنایی، و در جریان مسافرتی بسیار پرحادثه، همه‌ی خدمه‌ی کشتی و ناخدای آن در یک شکار جسورانه‌ی وال ، از میان می‌روند، و "دیک ساند" جوان، به کمک چند سیاهپوست که قبل از مرگ ناخدا از حادثه نجات یافته بودند و به آنان پناه داده شده بود، مسئولیت هدایت کشتی را به مقصد ، برعهده می‌گیرد.
با وجود دسیسه‌های شرورانه‌ی "نگورو" ، آشپز کشتی، که عمداً کشتی را به سرزمینی غیرمتمدن هدایت می‌کند تا خدمه و مسافرانش را به عنوان برده بفروشد، ناخدای پانزده ساله موفق می‌شود خانم ولدون و فرزندش را به میهن‌شان بازگرداند.

## موضوع
موضوعات مورد بررسی در رمان عبارتند از:
● درس های دردناک زندگی بزرگسالی - قهرمان، دیک ساند، پس از مرگ ناخدا باید فرماندهی یک کشتی را بر عهده بگیرد.
● کشف حشره شناسی
● محکومیت برده داری ، محکومیت ساده و محض برده داری (مضمونی که در ماجراهای سه روس و سه انگلیسی در آفریقای جنوبی و به ویژه شمال در مقابل جنوب نیز وجود دارد).
●آدم خواری مردم آفریقا (موضوع تکراری در رمان های ژول ورن نه تنها آنهایی که در آفریقا اتفاق می افتد ، بلکه در نیوزلند و قطب شمال).
● انتقام

## شخصیت ها
• دیک سند: تازه کار و سپس کاپیتان کشتی.
• نگورو: آشپز کشتی ، تاجر برده.
• جک ولدون: پسر جوان آقا و خانم ولدون
• خانم ولدون میسترس: همسر جیمز و مادر جک.
• جیمز-دبلیو.  ولدون: مالک کشتی ثروتمند کالیفرنیایی
• هال: کاپیتان کشتی.
• هریس: تاجر برده

## بریده ای از کتاب
《از خود پرسید ، این جا کجاست ؟ ما اکنون کجا هستیم.
ساحل کوچکی بود که از چند صخره تشکیل شده بود. با این وجود همه خداوند را شکرگذار بودند که توانسته بودند نجات پیدا کنند.کمی دورتر تا چشم کار می‌کرد ، پوشیده از درخت بود.به نظر می‌آمد جنگل انبوهی باشد ، که تا کوه های دور دست پوشیده شده باشد. این جا چگونه جایی بود ؟ در سمت دیگر سرچشمه ای از یک رود نیز دیده می‌شد و تعدادی پرنده که تاکنون اسمشان نیز به گوش کسی نرسیده بود.
دینگو در طول ساحل حرکت می‌کرد و بادقت ماسه ها را بو می‌کشید ، گاهی نیز غرش می‌کرد.
خانم ولدون گفت :
_ می‌بینی دیک؟ به سگ توجه کن.
درحالی که دینگو اطراف را بو میکرد ، انگار دنبال رد کسی را میگیرد.نگورو از صخره ای بالا رفت و گویی دنبال کسی یا کسانی میگردد . از صخره ای بالا رفت و از آن سو به طرف رودخانه دوید و پشت درختان ناپدید شد.》

## اقتباس
●فیلم کاپیتان پانزده ساله (شوروی، 1945)
●فیلم یک کاپیتان پانزده ساله (فرانسوی-اسپانیایی، 1972)، به کارگردانی Jesús Franco
●فیلم کاپیتان زائر (شوروی، 1986)
●کتاب Piętnastoletni kapitan (کاپیتان پانزده ساله) یک کتاب کمیک لهستانی که اولین بار در سال 1984 منتشر شد.
اقتباس‌های شوروی از این جهت که ویژگی‌های متفاوتی دارند از نسخه اصلی فاصله می‌گیرند ، مانند پایان خوش و تعداد بیشتری شخصیت ، نسبت به داستان اصلی.